# San Martín de la Tercia
San Martín de la Tercia es una localidad española, perteneciente al municipio de Villamanín, en la provincia de León y la comarca de La Tercia del Camino, en la Montaña Central, Comunidad Autónoma de Castilla y León.
Situado sobre el cauce del río Rodiezmo, afluente del río Bernesga.
Los terrenos de san Martín de la Tercia limitan con los de Busdongo al norte, Camplongo de la Tercia y Villanueva de la Tercia al noreste, Rodiezmo de la Tercia al este, Cármenes al sureste, Villasimpliz, Buiza y Folledo al sur, Geras y Aralla de Luna al suroeste, Poladura de la Tercia al oeste, y Viadangos de Arbas y Arbas del Puerto al noroeste.
Perteneció al antiguo Concejo de la Tercia del Camino.